# Űrtudomány
Az űrtudomány interdiszciplináris tudomány, melyet az űrkutatás és az űrtevékenység során használnak, és felöleli a természettudományok és a műszaki tudományok űralkalmazásait, tágabb értelemben pedig magában foglalja a humán tudományok űrdiszciplináit is. A teljesség igénye nélkül felsorolva, olyan kérdésekkel foglalkozik, mint: hogyan alakult ki és fejlődött a Földünk és a Naprendszerünk, hogyan alakultak ki és fejlődtek a galaxisok, hogyan keletkezett az Univerzum, hogyan alakult ki az élet, egyedül vagyunk-e a Világegyetemben, hol van a helyünk a Kozmoszban, hová tartunk, megvalósítható-e a bolygóközi és a csillagközi űrutazás, mi lesz az Univerzum végső sorsa.

## Az űrtudományok ágai
- Csillagászat
- Asztrofizika
- Űrfizika
- Kozmológia
- Asztrokémia
- Űrkémia
- Asztrobiológia
- Űrbiológia
- Asztroinformatika
- Űrmérnöki tudományok
- Űrorvostan
- Világűrpolitika

## Űrtudomány Magyarországon
A háromnegyed évszázados múltra visszatekintő hazai űrkutatás Bay Zoltán fizikus híres holdradarkísérletével vette kezdetét 1946-ban. Bay Zoltánnak és kutatótársainak a világon az elsők között sikerült rádióhullámok segítségével megmérni a Föld és a Hold távolságát.
2021-ben fogadták el Magyarország első űrstratégiáját. E stratégiai dokumentum megállapításaival és célkitűzéseivel összhangban a UniSpace Magyarország Konzorcium 2022 őszén négy magyar egyetemen különböző, ám összehangolt űrtudományi szakirányú továbbképzéseket indított: az ELTE űrtudományi szakember szakirányú továbbképzést, a BME űrtechnológiai szakember szakirányú továbbképzést, a Debreceni Egyetem Innovatív táplálkozási és űregészség-tudományi szakember szakirányú továbbképzést és az NKE világűrpolitikai tanácsadó szakirányú továbbképzést. A UniSpace programtól függetlenül, de Magyarország Űrstratégiájának célkitűzéseivel összhangban indult el Magyarországon 2022 őszén a BME űrmérnök MSc képzése is. Az ELTE Természettudományi Karán pedig 2021-ben alakult meg az Asztrofizikai és Űrtudományi Centrum.